# الپیدیو سیلوا
الپیدیو سیلوا (به پرتغالی: Elpídio Pereira Silva Filho) مهاجم اهل برزیل است که در شهر Campina Grande و در تاریخ ۱۹ ژوئیهٔ ۱۹۷۵ به دنیا آمده‌است.
الپیدیو سیلوا در تیم‌های فوتبال اتلتیکو مینیرو سابقهٔ حضور دارد.